# Zhong'ao
Zhong'ao (kinesiska: 中敖, 中敖镇) är en köping i sydvästra Kina. Den ligger i stadsdistriktet Dazu i storstadsområdet Chongqing, omkring 90 kilometer väster om det centrala stadsdistriktet Yuzhong. Antalet invånare är 31 118. Befolkningen består av 15 465 kvinnor och 15 653 män. Barn under 15 år utgör 20,0 %, vuxna 15-64 år 62 %, och äldre över 65 år 16,0 %.